# Salamanca (Chile)
Salamanca es una ciudad y comuna chilena del Norte Chico ubicada en el extremo sureste de la Región de Coquimbo. Su territorio comunal pertenece a la Provincia de Choapa y limita al norte con la comuna de Illapel, al sur con las comunas de Petorca, Cabildo y Putaendo - estas tres pertenecientes a la Región de Valparaíso - , al este con Argentina y al oeste con las comunas de Illapel y Los Vilos. Comuna de vocación agrícola, actualmente su principal ingreso económico proviene de la explotación de cobre de la mina Los Pelambres, la cual se encuentra en el cordón andino de la comuna. En los últimos años, producto del uso de los recursos acuíferos por parte de la minería y la agroindustria, en conjunto con las condiciones climáticas de la zona, se registran los niveles más alto de sequía en la historia de la comuna.
Su territorio se ubica entre los 31°40′ y 32°15′ de latitud sur y entre 71°15′ y 70°15′ longitud oeste, mientras que la ciudad y capital comunal se encuentra a una altitud media de 510 m s. n. m. Su superficie es de 3.445 km².
La ciudad de Salamanca se ubica netamente en la zona de valles transversales de la región, en la ribera norte del río Choapa, unos metros aguas arriba de su confluencia con el río Chalinga. Sus suelos son de origen fluvial, producto de la descomposición de rocas provenientes de las laderas montañosas producto de la erosión del río.

## Toponimia
El nombre de la ciudad proviene del apellido de quien fue propietaria de las tierras en las que se fundó la ciudad, doña Matilde Javiera Salamanca, quien también es recordada por haber mantenido una relación con José Miguel Carrera.

## Historia

### Primeros habitantes

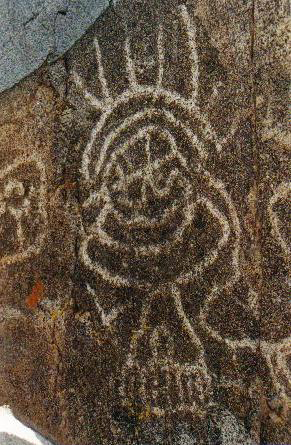
La cultura histórica del valle

Está zona tiene una larga ocupación humana desde la última glaciación. Tras su fin hace 10000 años sucesivos grupos humanos han recorrido estos parajes.

#### Ocupación temprana
Entre los años 8000 y 2500 antes de Cristo, recorren estas tierras bandas de cazadores-recolectores, las que se trasladan desde la costa en busca de alimentos. Gradualmente estos grupos irán accediendo al desarrollo de una agricultura incipiente (especialmente maíz), asociada a la caza de guanacos.
Entre 300 a. C. y 200, irrumpen en el valle poblaciones agroalfareras originarias del noroeste argentino. Precisamente de estos grupos provienen los primeros testimonios arqueológicos de nuestro pasado, como lo atestiguan los hallazgos de San Agustín, Arboleda, Chellepín, Panguesillo y Salamanca.

#### Cultura molle
Este pueblo, de inciertos orígenes, vivía en valles y quebradas, dependiendo de la agricultura y la ganadería. Conocían la metalurgia del oro, la plata y el cobre, aunque en forma simple. Elaboran una cerámica sencilla, conocían el uso del tabaco o similar e introducen en la región un adorno labial elaborado en piedra: el tembetá. Los escasos datos sobre esta cultura llevan a afirmar que su desarrollo en la zona fue marginal.

#### Dominio inca
Se atribuye al gobernante Túpac Inca Yupanqui (1471-1493) la conquista al sur del Tahuantinsuyo extendiendo sus dominios en territorio Diaguita. La expedición fue preparada bajo el mando del general Sinchiruca, con más de diez mil soldados, que durante seis años combatieron entre Copiapó y Aconcagua. Algunos autores sostienen que la dominación Inca duró de 50 a 75 años, hasta la llegada de los españoles.
La invasión incásica dejó en toda la región del Choapa su huella civilizadora, logrando introducir una más racional explotación en los cultivos, enseñaron la construcción de caminos y canales de regadío, como así mismo la confección de tejidos, alfarería y diversos utensilios de uso doméstico.
Tras la invasión inca a Chile, por la zona Cordillerana de Petorca pasó el Camino del Inca en Chile central. Este mismo fue seguido por Diego de Almagro (1536) y por Pedro de Valdivia (1540) para acceder al Valle de Aconcagua y al Valle del Río Mapocho. Interesante resulta destacar la existencia de vestigios del "esta vía incaica", ruta construida para el traslado de las fuerzas militares, el comercio y para mantener las comunicaciones del Incanato. Este camino era parte de una red de veinte mil kilómetros trazados entre montañas y valles. Desde mucho se conocen restos en los valles de Petorca y Alicahue . En 1984 se descubrió un tramo a la altura de Cuncumén, así como el tambo de Conchuca (los tambos eran lugares de descanso y reabastecimiento).
Existen antecedentes de la existencia de un camino del Inca costero (aún desconocido), que debió haber pasado por La Serena, Illapel y La Ligua.

### De la ocupación hispana
Después que Almagro pasó por Chile (1536) siguiendo el Camino del inca , Pedro de Valdivia emprenderá la conquista de estos territorios (1540) a través de la misma vía.
Asentado en Chile, Valdivia recompensará a su gente con tierras e indios (“mercedes” y “encomiendas”) para que las trabajen. A Juan de Cisternas corresponderán las tierras del “Chuapa”.
Interesa precisar que las tierras de Cisternas serán compradas después por el peruano Gaspar de Ahumada y Mendoza, bajo cuya propiedad quedarán las hijuelas de Cuncumén, Chellepín, Tranquilla, Coirón, Llimpo, Quelén, Las Casas, Tahuinco, El Tambo, Limahuida, Las Cañas y Las Vacas, o sea, una extensión que abarcaba desde la cordillera hasta las cercanías del actual puerto de Los Vilos.
A fines del siglo XVI la población nativa de El Tambo es trasladada a Chalinga, recibiendo la denominación de “pueblo de indios”, concepto utilizado en la época para caracterizar a las poblaciones naturales reunidas en estos sectores para brindarles mayor protección y además, para que curas y doctrineros enseñaran a niños y mayores con la frecuencia necesaria la doctrina cristiana. Pero, según se desprende de documentos eclesiales, la doctrina del Choapa estará casi sin gente, porque el encomendero mantendrá en su estancia a los indios. En otras palabras, se desarrollará una sorda pugna entre el encomendero y los responsables de los pueblos de indios por mantener bajo su tutela a los nativos.

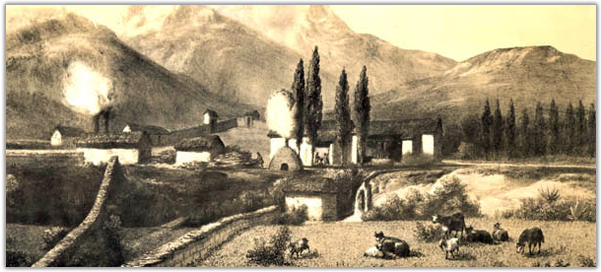
"Illapel" (1854).

Hacia 1729 se tiene conocimiento que la “Vice-parroquia de Chuapa Alta“ (Chalinga), está a cargo del cura “reverendísimo” Agustín Feliz de Molina.
En 1818, durante la Patria Nueva, los naturales de Chalinga, aunados por el indio Vicente Paillarte y el mestizo Francisco Carvajal, atacaron la ciudad de Illapel un Jueves Santo, aduciendo descontento por el nombramiento del cacique. El 20 de marzo don Miguel Irarrázabal, con una tropa de 30 inquilinos los derrotará, dando muerte a Carvajal, líder de la insurrección.

### SigloXIX

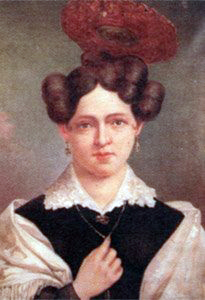
Matilde Salamanca

La ciudad de Salamanca fue fundada el 29 de noviembre de 1844, por el gobernador Interino de Illapel don Joaquín de Ceballos, por acuerdo de la Junta de Hospitales de Santiago, en los terrenos de la Hacienda Choapa, a esa fecha de propiedad de la beneficencia. La hacienda había sido propiedad de Matilde Salamanca, cuyos bienes por disposición testamentaria pasaron a ser inicialmente administrados por la Iglesia (1820) y luego por decreto del Director Supremo don Bernardo O'Higgins, de fecha 1 de septiembre de 1821, entregados a la beneficencia pública.
Fue ubicada en la ribera norte del río Choapa, próxima a un antiguo asiento indígena que constituyó parte de la “Encomienda del Choapa”, y que se situaba en el lugar actualmente conocido como Chalinga.
Hacia 1897 Salamanca contaba ya con 2.000 habitantes, en tanto Chalinga registraba 367 documentos de esa fecha, en la que se describe como un pequeño caserío cuya planta comprende 48 manzanas divididas por calles rectas de “regular ancho”. Ya contaba con iglesia, telégrafo, oficina de registro civil y constituía asiento de Municipio con jurisdicción sobre las subdelegaciones de Peralillo (subdelegación), Cerro Chico y Salamanca.
Según Francisco Astaburoaga quien la describe en su Diccionario Geográfico de la República de Chile: 681  sobre el lugar:

Salamanca.-—Villa del departamento de Illapel con 2,297 habitantes, iglesia parroquial, escuelas gratuitas, estafeta, telégrafo, oficina de registro civil y caserío modesto. Fué fundada por acuerdo del 13 de Julio de 1843 de la Junta de los hospitales de Santiago y nombrada así en memoria de Doña Matilde Salamanca, que legó los terrenos en que se ha asentado y sus valiosos contornos para objetos píos. Su planta ocupa un plano de la orilla norte del río Chuapa bajo los 31° 48' Lat. y 70° 56' Lon. y á cuatro kilómetros al E. del punto en que recibe al de Chalinga. Se distribuye en 48 manzanas divididas por calles derechas, de regular ancho y de buen huello. La manzana ó cuadro central forma una plaza que lleva el nombre de plaza de Aguirre, en honor del fundador de la Casa de Expositos de Santiago, marqués de Monte-Pío, y en ella existe la iglesia matriz. Dista 48 kilómetros al SE. de Illapel y cuatro al E. de la aldea de Chalinga. Sus contornos son muy feraces y los cerros vecinos abundan en cobre. Es asiento de municipio y comprende las subdelegaciones quinta, sesta y séptima, denominadas Peralillo, Chalinga y Salamanca.

Posteriormente, el geógrafo Luis Risopatrón lo describe como una ‘villa’ en su libro Diccionario Jeográfico de Chile en el año 1924:: 788 

Salamanca (Villa) 31° 47' 70° 59' Está compuesta de una cincuentena de manzanas cortadas en ángulo recto, agrupadas alrededor de la plaza de Aguirre, cuenta con servicio de correos, telégrafos, rejistro civil, escuelas públicas i estación de ferrocarril i se encuentra a 479 m de altitud, en medio de contornos muí feraces, en la márjen N del rio Choapa, a corta distancia al E de la desembocadura del rio Chalinga. Fué fundada por acuerdo del 13 de julio de 1843 de la Junta de Los Hospitales de Santiago i designada con aquel nombre, en memoria de doña Matilde Salamanca, que legó los terrenos en que se ha asentado i sus valiosos contornos/para objetos píos.

De los numerosos fundos que formaban parte de la Hacienda Choapa, algunos fueron parcelados en virtud de la Ley de Colonización de 1928. Sin embargo, en 1965 cuando la Corporación de la Reforma Agraria (CORA), adquiere del Servicio Nacional de Salud (continuador legal de la Beneficencia Pública), los fundos que formaban la Hacienda Choapa, éstos aún alcanzaban a 253.000 ha, de las cuales. Poco más de 8.000 hectáreas eran de riego.
A fines de la década del sesenta y como consecuencia de los programas de la CORA, se cumple un programa de concentración de la población campesina del Valle del Choapa en villorrios que se sitúan a ambas riberas del río del mismo nombre, configurando localidades urbanas en el año 1982.

## Medio ambiente

### Geomorfología y componentes abióticos

Trazado simplificado de los ecosistemas y cuerpos de agua presentes en la comuna de Salamanca.

La comuna de Salamanca se encuentra emplazada en las unidades geomorfológicas de Cordones transversales y Cordillera andina de retención crionival; y presenta según la clasificación climática de Köppen clima de tundra (ET), clima de tundra de lluvia invernal (ET (s)), clima mediterráneo de lluvia invernal (Csb), clima mediterráneo de lluvia invernal de altura (Csb (h)), clima semiárido (BSk) y clima semiárido de lluvia invernal (BSk (s)). Esta además se halla entre las cuencas hidrográficas de Costeras entre el río Choapa y río Quilimarí, río Aconcagua, río Choapa, río La Ligua y río Petorca. Además, la comuna posee diversos cuerpos de agua, entre los que se destacan la laguna del Pelado, laguna Los Morros y laguna Potrero Alto; y río Cerro Blanco, río Chalinga, río Choapa, río Cuncumen, río De Alitre, río De González, río De La Chicharra, río De Los Pelambres, río Del Portillo, río Del Totoral, río Del Valle, río Del Yunque, río Manque y río Tencadan.

### Componentes bióticos
Dentro del territorio de la comuna se pueden hallar los siguientes ecosistemas:
- Bosque esclerófilo mediterráneo andino donde predominan Kageneckia angustifolia y Guindilia trinervis (Vulnerable)
- Herbazal mediterráneo andino donde predominan Nastanthus spathulatus y Menonvillea spathulata (Preocupación menor)
- Matorral arborescente esclerófilo mediterráneo interior donde predominan Quillaja saponaria y Porlieria chilensis (Preocupación menor)
- Matorral bajo mediterráneo andino donde predominan Chuquiraga oppositifolia y Nardophyllum lanatum (Preocupación menor)
- Matorral bajo mediterráneo andino donde predominan Laretia acaulis y Berberis empetrifolia (Preocupación menor)
- Matorral desértico mediterráneo interior donde predominan Flourensia thurifera y Colliguaja odorifera (Preocupación menor)
- Matorral espinoso mediterráneo interior donde predominan Puya coerulea y Colliguaja odorifera (Casi amenazado)
- Zonas geográficas hinóspitas sin vegetación (Sin información)

### Medidas de protección ambiental y conflictos socioambientales
Hasta 2022, la comuna de Salamanca cuenta con las siguientes zonas que poseen algún nivel de protección ambiental:
- Altos de Petorca y Alicahue (Sitios Ley 19.300)[13]
- Santuario de la Naturaleza Raja de Manquehua - Poza Azul (Santuario de la Naturaleza)[14]
- Vegas de Quebrada Las Hualtatas (Sitios ERB)[15]

## Demografía

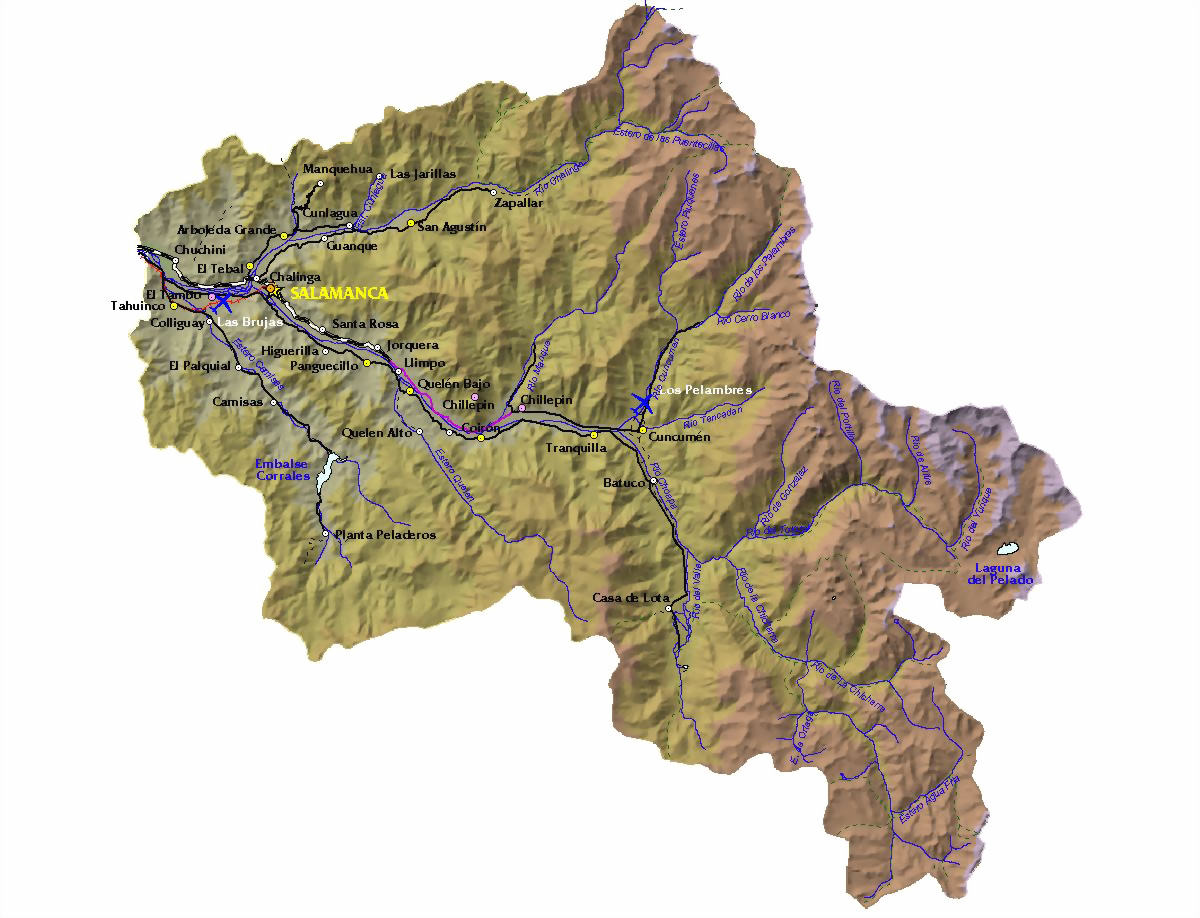
Mapa de comuna de Salamanca, Chile.

Según el último censo de población realizado en Chile durante el año 2017, la comuna de Salamanca tiene un total de 29.347 habitantes, lo que representa un aumento considerable respecto a los 24.494 habitantes registrados en el censo de 2002. 15.712 de sus habitantes corresponden a hombres, mientras que la población femenina alcanza los 13.635. Esto se explica por la población masculina flotante del campamento minero Chacay de Los Pelambres (1.559 hab.) 
La población se distribuye a lo largo de las distintas subcuencas que conforman el valle de Choapa, como las de los ríos Chalinga y el estero Camisas. Existen tres zonas urbanas en la comuna; la ciudad de Salamanca, que incluye a la aldea de Chalinga, y los pueblos de Chellepín y El Tambo. En cuanto a la población rural, algunas de las localidades más pobladas corresponden a las aldeas de Cuncumén, Tranquilla, Panguesillo, Coirón y Tahuinco.
| Localidad          | Habitantes (2017) |
| ------------------ | ----------------- |
| Salamanca-Chalinga | 13 520            |
| Chellepín          | 1696              |
| El Tambo           | 1335              |
| Cuncumén           | 937               |
| Arboleda Grande    | 941               |
| Tranquilla         | 795               |
| Tahuinco           | 769               |
| Panguesillo        | 731               |
| Coirón             | 589               |
| Chuchiñi           | 473               |
| Llimpo             | 373               |
| San Agustín        | 318               |
| Quelén             | 283               |

## Administración

### Municipalidad

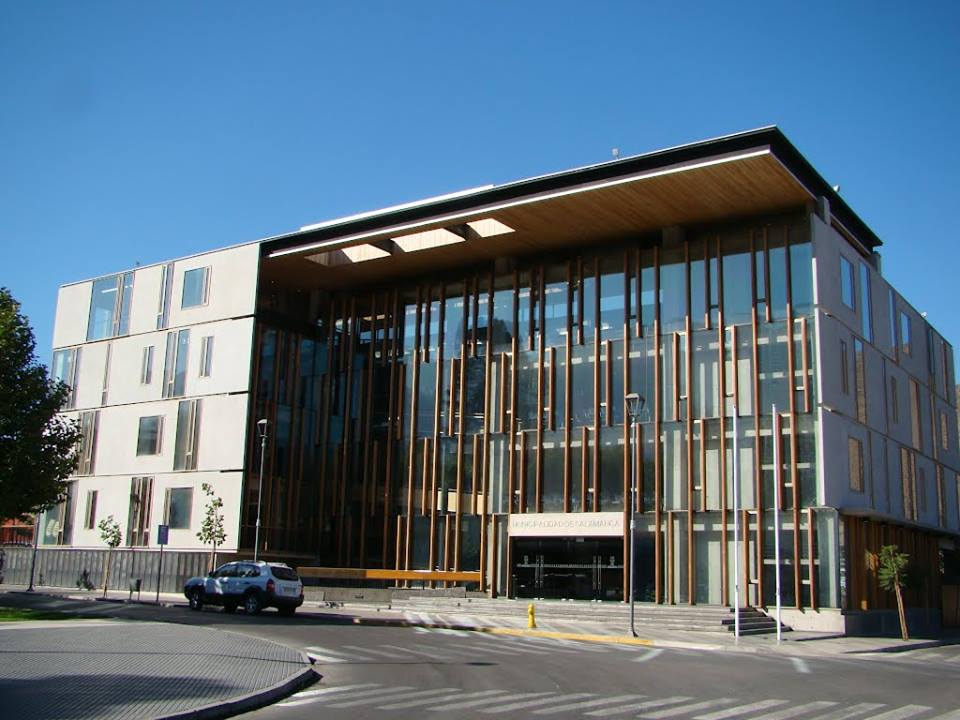
Casa consistorial de la I. Municipalidad de Salamanca

La Municipalidad de Salamanca para el periodo 2024 -2028 es dirigida por el alcalde Carlos Lillo Álamos (Independiente - Candidatura Independiente) y el concejo municipal conformado por los concejales:
- Jaqueline Briceño Salinas (RN)
- Franco Cereijo Varela (Partido de la gente)
- Ángel Vidal Barraza Pinto (Partido Comunista)
- Jose Francisco Peña Gonzalez (IND)
- Manuel Cuevas Saavedra(Partido por la democracia)
- Carlos Cepeda Ramírez (IND)

### Representación parlamentaria
Salamanca pertenece al distrito electoral n.º 5 y a la 4.ª circunscripción senatorial (Coquimbo). Es representada en la Cámara de Diputados y Diputadas del Congreso Nacional por las diputadas Nathalie Castillo (PCCh) y Carolina Tello (FA), así como también por los diputados Daniel Manouchehri (PS), Marco Antonio Sulantay (UDI), Ricardo Cifuentes (PDC), Juan Manuel Fuenzalida (UDI) y Víctor Pino (D). A su vez, es representada en el Senado por los senadores Daniel Núñez Arancibia (PCCh), Sergio Gahona Salazar (UDI) y Matías Walker Prieto (D).

## Economía
La actividad comercial de importancia se basa fundamentalmente en la agricultura y el trabajo de la tierra. La apicultura juega un papel importante en la economía local; los productores de miel han aumentado considerablemente en los últimos años. Así mismo señalamos el ají pimentón, exportado a México y la producción de paltas para el consumo nacional. Todo esto nos demuestra que la agricultura fue, es y será un eje importante en la producción local.
Así también, se destaca el cultivo de uvas pisqueras de las cepas Moscatel de Austria, Moscatel de Alejandría, Pedro Jiménez entre otras, que abastecen las plantas pisqueras de Pisco Control y Capel ubicadas en la comuna. 
En 2018, la cantidad de empresas registradas en Salamanca fue de 596. El Índice de Complejidad Económica (ECI) en el mismo año fue de 0,3, mientras que las actividades económicas con mayor índice de Ventaja Comparativa Revelada (RCA) fueron Cultivo de Uva destinada a Producción de Pisco y Aguardiente (210,8), Servicios de Transporte a Turistas (101,64) y Otros Tipos de Transporte no Regular de Pasajeros (55,21). 

### Energías renovables
El área comunal de Salamanca, al igual que otras comunas del norte del país, posee un alto potencial para la generación de energías renovables en Chile, principalmente de solar y eólica. El parque solar Chalinga es un proyecto de energía solar fotovoltaica que pretende autoabastecer a la región con electricidad producida a través del Sol. Adicionalmente existen proyectos de financiamiento estatal para el autoconsumo fotovoltaico en edificios públicos, como también en viviendas sociales de la comuna, en concordancia a las políticas de eficiencia energética implementadas a nivel nacional.

## Cultura

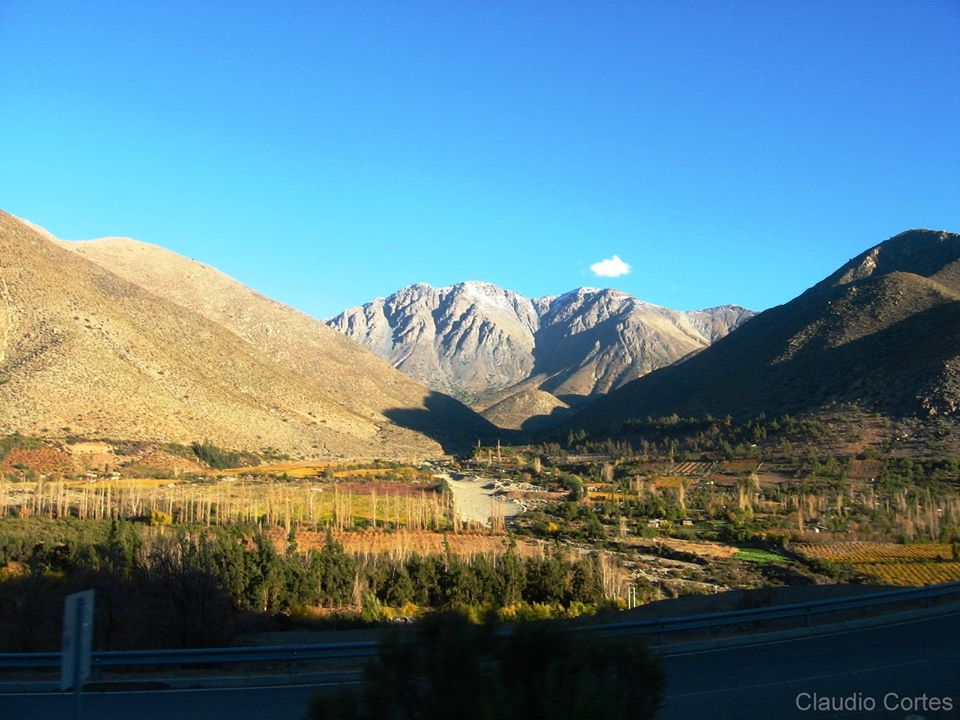
Vista panorámica de Salamanca

Salamanca es conocida como «el pueblo de las brujas», con leyendas que han perdurado a lo largo del tiempo y que forman parte del imaginario popular de sus habitantes.
La música también juega un papel importante en la vida cultural de Salamanca. La comuna ha dado origen a grupos como Skalax, Los Nietos 5, El Trío Salamanca, Los Aventureros del Choapa, y La Banda del Morao. Además, artistas más contemporáneos como Young Wyzar y The Serius Clique continúan contribuyendo al panorama musical de la zona. 
Salamanca también cuenta con una rica tradición vitivinícola. La Viña Choapa, en Panguesillo, ha trabajado desde 2013 en la elaboración de vinos a partir de cepas originalmente pisqueras, como la Pedro Jiménez. Por su parte, la Viña Alpa, en Coirón, produce vinos de calidad con cepas como Carménère, Syrah y Viognier, lo que permite a los visitantes disfrutar de tours y degustaciones.

## Lugares de interés

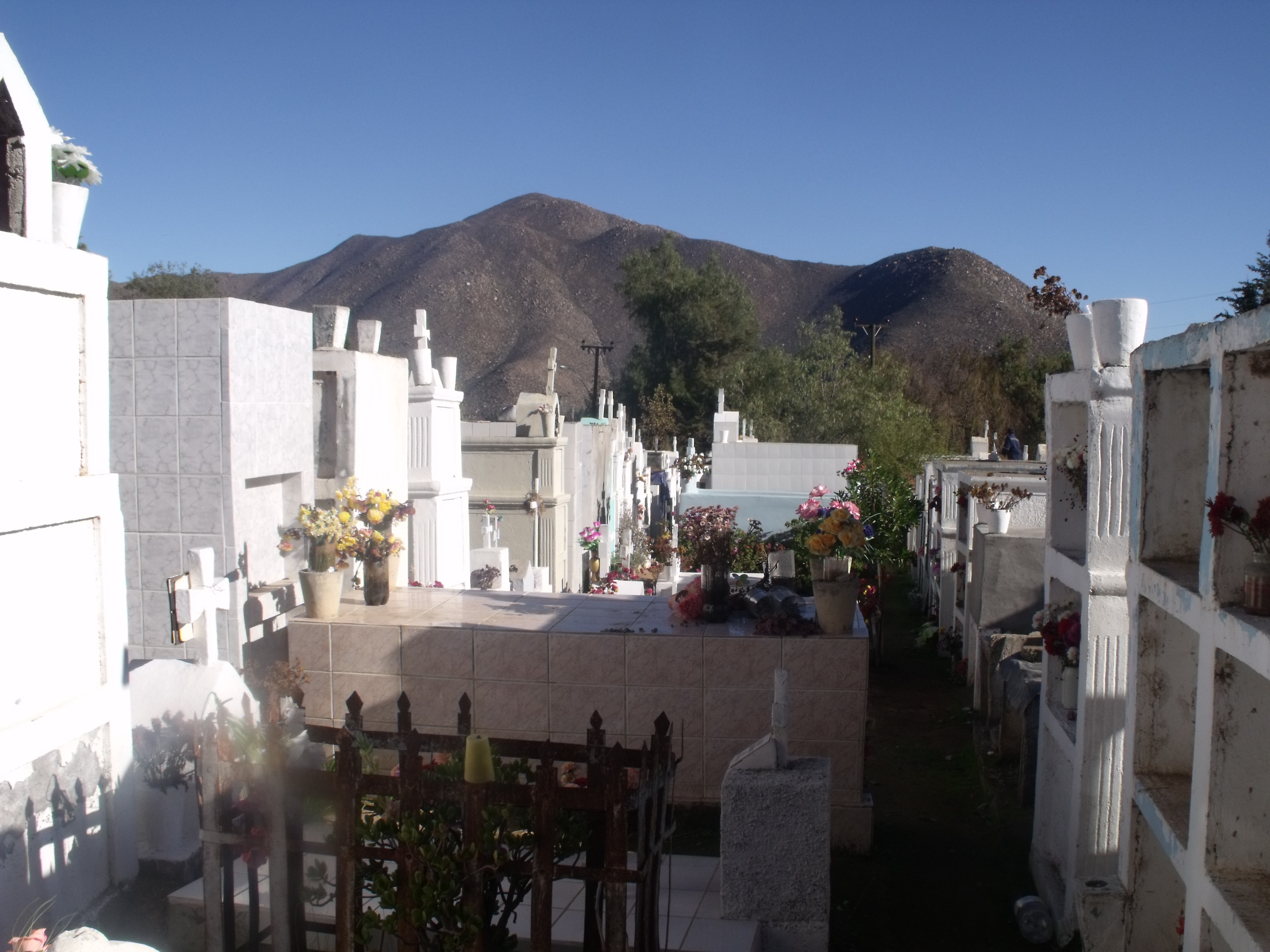
Cementerio de Salamanca

El Valle de Chalinga es uno de los principales atractivos de Salamanca, no solo por su belleza natural, sino también por su riqueza histórica. Este valle guarda vestigios de la cultura El Molle, con petroglifos, tumbas aborígenes y restos de cerámica que narran un pasado marcado por tradiciones agrícolas y mineras. Las leyendas de la Cueva de Manquehua, vinculadas a la brujería, también forman parte de este legado.
El cementerio municipal de Salamanca es otro lugar emblemático, reflejo de la historia y las tradiciones de la comuna.
En cuanto al turismo enológico, tanto la Viña Choapa como la Viña Alpa ofrecen experiencias únicas para los amantes del vino, con la posibilidad de conocer de cerca el proceso de producción y disfrutar de los paisajes del Valle de Choapa.
En 2012 se inaugura el Museo Salamanca que tiene como objeto preservar y educar sobre los pueblos originarios del Valle del Choapa.

## Medios de comunicación

### Radioemisoras
FM
- 89.3 MHz - Diferencia
- 91.1 MHz - Mi Radio (La Serena)
- 91.9 MHz - Niebla FM
- 93.1 MHz - Radio Choapa FM (Panguesillo)
- 94.1 MHz - Radio Margarita
- 94.7 MHz - La Popular FM (Chillepín)
- 99.7 MHz - Dulce FM (Salamanca)
- 100.9 MHz - Radio Montecarlo
- 101.5 MHz - Adrenalina FM
- 102.1 MHz - San Francisco FM
- 102.7 MHz - La Popular FM
- 103.3 MHz - Juan Pablo II
- 103.9 MHz - Guayacán FM (La Serena)
- 104.5 MHz - Paola
- 105.7 MHz - Illapel FM
- 107.1 MHz - Gato Alquinta FM
- 107.5 MHz - Cumbres FM
- 107.9 MHz - Radio Arcoíris

### Televisión
TDT
- 7.1 - TVN HD
- 7.2 - NTV
- 9.1 - Canal 13 HD
- 9.2 - T13 En Vivo
- 11.1 - Chilevisión HD
- 11.2 - UChile TV

### Medios digitales
- comunidad y periodismo para el Choapa www.veetv.cl
- El Diario de Salamanca www.salamancachile.cl
- El Diario Electrónico de tu Comuna www.salamancainforma.cl
- La Guía Comercial En línea de Salamanca www.salamancabusca.cl
- Red de Diarios Comunales www.elsalamanquino.cl
- El Diario Electrónico de Radio La Popular Fm www.diariopopular.cl

## Deportes

### Fútbol
La comuna de Salamanca tiene a un club participando en los Campeonatos Nacionales de Fútbol en Chile.
- Brujas de Salamanca (Tercera División B 2015-2016 y Tercera División A 2017-Actual).